# Frontera entre Camerún y Chad
La frontera entre Chad y Camerún es la línea fronteriza en sentido norte-sur que separa el noreste de Camerún del sureste de Chad en el África Central. Tiene 1.094 km de longitud.

## Trazado
Su extremo norte entra dentro del lago Chad donde hace triple frontera entre ambos estados y Nigeria. Hacia el sur sigue el curso del río Logone por unos 400 km. Sigue después hacia el oeste casi a lo largo del paralelo 10° norte por 200 km, alcanzando su trayecto final al sureste en la triple frontera entre ambos estados con la República Centroafricana.
Pasa junto a la capital de Chad, Yamena, y por Bongor en el mismo país. Separa las regiones del Extremo Norte y Norte de Camerún de las regiones de Lac, Hadjer-Lamis, Yamena, Mayo-Kebbi Este, Mayo-Kebbi Oeste y Logone Oriental del Chad.
Esta frontera data de 1884, cuando el Imperio alemán estableció el protectorado de Kamerun, y Chad pasó a ser una colonia francesa por el tratado de París de 1900. Con el fin de la Primera Guerra Mundial en 1918 Camerún fue repartido entre Francia (este) y el Reino Unido (oeste). La independencia de ambas naciones se produjo en 1960.